# Сяо Ї
Сяо Ї (кит. трад.: 小乙; піньїнь: Xiao Yi) — правитель Китаю з династії Шан, молодший брат Сяо Сіня.
Правив упродовж 10 років. Трон після смерті Сяо Ї успадкував його син У Дін.